# 新喜多東
新喜多東（しぎたひがし）は、大阪府大阪市城東区にある町名。現行行政地名は新喜多東一丁目および新喜多東二丁目。

## 地理
城東区の中央部に位置し、東に放出西、西に鴫野東、南に天王田、北に今福南と接している。

### 河川
- 寝屋川

## 世帯数と人口
2019年（平成31年）3月31日現在の世帯数と人口は以下の通りである。
| 丁目           | 世帯数    | 人口    |
| -------------- | --------- | ------- |
| 新喜多東一丁目 | 1,252世帯 | 2,670人 |
| 新喜多東二丁目 | 1,395世帯 | 3,233人 |
| 計             | 2,647世帯 | 5,903人 |

### 人口の変遷
国勢調査による人口の推移。
| 1995年（平成7年）  | 2,909人 | [ 5 ] |  |
| 2000年（平成12年） | 5,147人 | [ 6 ] |  |
| 2005年（平成17年） | 6,237人 | [ 7 ] |  |
| 2010年（平成22年） | 6,122人 | [ 8 ] |  |
| 2015年（平成27年） | 5,802人 | [ 9 ] |  |

### 世帯数の変遷
国勢調査による世帯数の推移。
| 1995年（平成7年）  | 1,271世帯 | [ 5 ] |  |
| 2000年（平成12年） | 2,032世帯 | [ 6 ] |  |
| 2005年（平成17年） | 2,386世帯 | [ 7 ] |  |
| 2010年（平成22年） | 2,455世帯 | [ 8 ] |  |
| 2015年（平成27年） | 2,332世帯 | [ 9 ] |  |

## 学区
市立小・中学校に通う場合、学区は以下の通りとなる。なお、小学校・中学校入学時に学校選択制度を導入しており、通学区域以外に城東区の小学校・中学校から選択することも可能。
| 丁目           | 番                                                                                            | 小学校             | 中学校             |
| -------------- | --------------------------------------------------------------------------------------------- | ------------------ | ------------------ |
| 新喜多東一丁目 | 1～4番 6番1～14号 6番15号（一部） 6番35号（一部） 6番36～46号 7番 8番34号（一部） 8番35～51号 | 大阪市立聖賢小学校 | 大阪市立蒲生中学校 |
| 新喜多東一丁目 | 6番15号（一部） 6番16～34号 6番35号（一部） 8番1～33号 8番34号（一部） 9～14番                | 大阪市立放出小学校 | 大阪市立放出中学校 |
| 新喜多東二丁目 | 全域                                                                                          | 大阪市立放出小学校 | 大阪市立放出中学校 |

## 事業所
2016年（平成28年）現在の経済センサス調査による事業所数と従業員数は以下の通りである。
| 丁目           | 事業所数 | 従業員数 |
| -------------- | -------- | -------- |
| 新喜多東一丁目 | 35事業所 | 182人    |
| 新喜多東二丁目 | 42事業所 | 263人    |
| 計             | 77事業所 | 445人    |

## 交通
- 大阪府道168号石切大阪線
- 今里筋

## 施設
- 城東新喜多東郵便局

## その他

### 日本郵便
- 〒536-0017[3]（集配局：大阪城東郵便局[13]）